# Кринка (Люблінське воєводство)
Кринка (пол. Krynka) — село в Польщі, у гміні Луків Луківського повіту Люблінського воєводства.
Населення — 1398 осіб (2011).
У 1975-1998 роках село належало до Седлецького воєводства.

## Демографія
Демографічна структура станом на 31 березня 2011 року:
|          | Загалом | Допрацездатний вік | Працездатний вік | Постпрацездатний вік |
| -------- | ------- | ------------------ | ---------------- | -------------------- |
| Чоловіки | 686     | 147                | 482              | 57                   |
| Жінки    | 712     | 158                | 407              | 147                  |
| Разом    | 1398    | 305                | 889              | 204                  |